# Дім, який я пограбувала
«Дім, який я пограбувала» (ісп. El hogar que yo robé) — мексиканська теленовела виробництва компанії Televisa. У головних ролях Анхеліка Марія і Хуан Феррара. Прем'єрний показ відбувся на каналі Las Estrellas 16 січня — 10 липня 1981 року.

## Сюжет
Андреа Веларде, молода дружина багатого підприєця Карлоса Валентина Веларде, постійно обманює і зраджує чоловіка. Якось вона їде до курортного містечка зі своїм коханцем Едуардо, де випадково зустрічає Вікторію Вальдес, скромну молоду жінку, з якою вони схожі як дві краплі води. Андреа шантажем змушує Вікторію зайняти своє місце в будинку чоловіка, а сама вирушає в мандрівку з Едуардо. Новоприбулу «Андреа» родина Веларде зустрічає вороже, але поступово їй вдається завоювати любов і повагу всіх оточуючих, в тому числі Карлоса Валентина, у якого вона також щиро закохується. Але одного дня справжня Андреа вирішує повернутися...

## У ролях
- Анхеліка Марія — Вікторія Вальдес Рольдан / Андреа Монтемайор де Веларде
- Хуан Феррара — Карлос Валентин Веларде
- Вірхінія Мансано — донья Аманда Веларде
- Анхеліка Арагон — Хеновева Веларде
- Грегоріо Касаль — Рейнальдо
- Альдо Монті — Луїс Феліпе Веларде
- Леонардо Даніель — Едуардо
- Рене Гарсія — Карлітос Веларде
- Маріса Оліварес — Флоріта
- Марія Клара Суріта — Тереса
- Анхеліка Вале — Авроріта Веларде
- Марта Вендуско — Вірхінія
- Кармен Белен Річардсон — Фернанда
- Тере Мондрагон — Хуана
- Луїс Кутюр'є — Сільвестр Солер
- Артуро Гісар — Ісідоро
- Артуро Лорка — Кабрера
- Сокорро Бонілья — Діана
- Лусіано Ернандес де ла Вега —Бальєстерос
- Маурісіо Феррарі — Луїджі
- Еухеніо Кобо — Карім Сауд
- Санікте Мальдонадо — Аїкса
- Фелісія Меркадо — Флор
- Лілі Інклан — Крісанта
- Моніка Прадо — Вероніка
- Ада Карраско — Полковниця
- Лола Тіноко — Росаріто
- Марина Дорель — Марілола
- Сабі Камаліч — Хімена Фуентес
- Хав'єр Марк — Адріан Монтемайор
- Артуро Гарсія Теноріо  — Соломон
- Едіт Гонсалес — Пауліна
- Алехандро Томмасі — Даніель
- Альма Дельфіна — Карміта
- Фернандо Борхес — лейтенант Сагредо
- Селеста Саенс — танцюристка-одаліска
- Хакаранда Альфаро — танцюристка-одаліска
- Естрелья Корона — танцюристка-одаліска
- Армандо Кальво — Гаспар Гарай
- Едуардо Яньєс — бармен
- Ектор Крус — комісар Ріварола
- Ребекка Рамбаль — Марікіта
- Фелікс Сантаелья — лікар
- Альфонсо Ітурральде — Лісандро / Родріго Монтемайор
- Беатріс Агірре  — Ханіна
- Хуан Пелаєс — Пабло
- Адріана Лаффан — Брігіда
- Хуліо Сесар Імберт — Джек

## Інші версії
- 1972 — Узурпаторка (ісп. La usurpadora), венесуельська теленовела виробництва каналу RCTV. У головних ролях Марія Баура і Рауль Амундарай.
- 1986—1987 — Зловмисниця (ісп. La intrusa), венесуельська теленовела виробництва каналу RCTV. У головних ролях Маріела Алькала, Віктор Камара та Росіта Кінтана.
- 1998 — Узурпаторка (ісп. La usurpadora), мексиканська теленовела виробництва Televisa. У головних ролях Габріела Спанік, Фернандо Колунга та Лібертад Ламарке.
- 2012 — Хто ти? (ісп. Quién eres tú?), колумбійська теленовела. У головних ролях Лаура Карміне і Хуан Гіль.
- 2019 — Узурпаторка (ісп. La usurpadora), мексиканський телесеріал виробництва Televisa. У головних ролях Сандра Ечеверрія і Андрес Паласіос. У цій версії перша леді Мексики втікає від чоловіка, залишивши замість себе сестру-близнюка[1].